# Bulbine truncata
Bulbine truncata là một loài thực vật có hoa trong họ Thích diệp thụ. Loài này được G.Williamson miêu tả khoa học đầu tiên năm 1996.